# Cal Farrero
Cal Farrero, també anomenada Torre del Rellotge, és un edifici situat a l'interior d'illa del passeig de la Zona Franca i els carrers del Foc, Mare de Déu del Port i Alts Forns de Barcelona, catalogat com a bé d'interès documental (categoria D), i inclòs a l'Inventari del Patrimoni Arquitectònic de Catalunya. Actualment, hi ha un centre cívic.

## Història
El 1894, Enric Julià crepa una manufactura i el 1911, amb el seu gendre Josep Farrero, la societat Farrero i Cía. Més tard i amb altres socis, fundaren una fàbrica d'articles galvanitzats (com ara galledes, cubells, etc.), la Unión Galvanizadora, i van adquirir l'edifici de l'Auxiliar i hi van instal·lar maquinària. El 1921 el van ampliar, així com als anys 1928, 1930-1931 per l'arquitecte Josep Maria Jordan, i el 1934, Pau Monguió, afegint-hi naus i magatzems. Va arribar a comptar amb una plantilla de 500 treballadors i va ser la primera indústria que va disposar de menjador per al personal. El 1936 s'hi va crear una llarga avinguda envoltada de plàtans (part de la qual encara es conserva), entre els quals es van col·locar grans testos decorats amb rajoles de Manises.
Durant la Guerra Civil, la fàbrica va ser col·lectivitzada i va produir armes i munició per al bàndol republicanes. Retornada als seus antics propietaris, seguí activa fins al 1965. A finals dels anys 1970, aquests, constituïts en immobiliària, var enderrocar el conjunt fabril per a construir-hi blocs de pisos i els veïns van lluitar per una zona verda i urbanitzaren ells mateixos el parc.

## Descripció
Utilitzat originalment com a habitatge dels propietaris de la fàbrica i oficines a la planta baixa, l'edifici va ser adquirit per l'Ajuntament de Barcelona, que el va rehabilitar com a centre cívic, però no se'n van poder recuperar l'interior ni tampoc el jardí situat al costat de l'avinguda. La casa, aïllada i de planta quadrada, està formada per planta baixa i dos pisos, coberta amb terrat, al mig del qual s'aixecava un torreó om hi havia un rellotge. L'accés és fa per un portal compost de tres pòrtics, i a la part baixa, finestres de punt rodó, mentre que a la resta i les golfes, són rectangulars.